# Neoromicia
Neoromicia é um género de morcegos da família Vespertilionidae.
Este género contém as seguintes espécies:
- Neoromicia brunneus (Thomas, 1880)
- Neoromicia capensis (A. Smith, 1829)
- Neoromicia flavescens (Seabra, 1900)
- Neoromicia guineensis (Bocage, 1889)
- Neoromicia helios Heller, 1912
- Neoromicia melckorum Roberts, 1919
- Neoromicia nanus (Peters, 1852)
- Neoromicia rendalli (Thomas, 1889)
- Neoromicia somalicus (Thomas, 1901)
- Neoromicia tenuipinnis (Peters, 1872)
- Neoromicia zuluensis (Roberts, 1924)